# Shaggy
Shaggy (rodným jménem Orville Richard Burrell; * 22. října 1968 Kingston) je jamajsko-americký zpěvák. Věnuje se zejména žánru reggae. Jeho sláva kulminovala v 90. letech. Proslavil se zejména hity It Wasn't Me a Boombastic. Dvakrát získal cenu Grammy za nejlepší reggae album (Boombastic, 1996; 44/876, 2019). Druhé z oceněných alb vytvořil spolu se Stingem. V roce 2007 byl vyznamenán jamajským Řádem distinkce. Roku 2002 získal čestný doktorát na Brownově univerzitě. Žije v New Yorku, kam se z Jamajky přestěhoval v osmnácti letech. Zúčastnil se bojů války v Zálivu. Jeho syn se stal raperem a vystupuje pod jménem Robb Banks.

### Studiová alba
- Pure Pleasure (1993)
- Original Doberman (1994)
- Boombastic (1995)
- Midnite Lover (1997)
- Hot Shot (2000)
- Lucky Day (2002)
- Clothes Drop (2005)
- Intoxication (2007)
- Shaggy & Friends (2011)
- Summer in Kingston (2011)
- Rise (2012)
- Out of Many, One Music (2013)
- 44/876 (2018)
- Wah Gwaan?! (2019)
- Christmas in the Islands (2020)
- Com Fly Wid Mi (2022)
- In the Mood (2023)